# Юхан Шеффель
Юхан Шеффель (швед. Johan Scheffel, повне ім'я Johan Henrik Scheffel; 1690—1781) —  шведський художник-портретист.

## Біографія
Народився 9 квітня 1690 року у Вісмарі в сім'ї, де було кілька відомих членів, у тому числі брат Мортен Фредрік (Mårten Fredrik), який був лицарем і дворянином.
Шеффель приїхав до Стокгольма в 1723 році, навчаючись до цього в Німеччині та Нідерландах. Був добре знайомий із Давидом фон Крафтом, який добре відгукувався про Шеффеля. Юхан незабаром посів чільне місце серед багатьох портретистів, які працювали у Швеції. У 1735 він став членом тодішньої Академії малювання (Ritarakademien), а з 1763 був її директором. У Стокгольмі художник пропрацював до 1765 року, коли переїхав до Вестероса.
Картини Юхана Шеффеля знаходяться у приватних колекціях та багатьох музеях Швеції, включаючи Національний музей у Стокгольмі. Його учнем був шведсько-датський Юхан Гернер [sv].
Помер 21 грудня 1781 року у Вестеросі.